# Cheumatopsyche fansipangensis
Cheumatopsyche fansipangensis är en nattsländeart som beskrevs av Wolfram Mey 1996. Cheumatopsyche fansipangensis ingår i släktet Cheumatopsyche och familjen ryssjenattsländor. Inga underarter finns listade i Catalogue of Life.